# Пинсон (Алабама)
Пинсон (енгл. Pinson) град је у америчкој савезној држави Алабама. По попису становништва из 2010. у њему је живело 7.163 становника.

## Демографија
Према попису становништва из 2010. у граду је живело 7.163 становника, што је 2.130 (42,3%) становника више него 2000. године.
| Група             | 2000.         | 2010.         |
| Белци             | 4.432 (88,1%) | 5.572 (77,8%) |
| Афроамериканци    | 419 (8,3%)    | 1.221 (17,0%) |
| Азијати           | 20 (0,4%)     | 32 (0,4%)     |
| Хиспаноамериканци | 114 (2,3%)    | 267 (3,7%)    |
| Укупно            | 5.033         | 7.163         |